# Адвокатський запит
Адвокатський запит — письмове звернення адвоката до органу державної влади, органу місцевого самоврядування, їх посадових та службових осіб, підприємств, установ і організацій незалежно від форми власності та підпорядкування, громадських об'єднань про надання інформації, копій документів, необхідних адвокату для надання правової допомоги клієнту.
Адвокат має право звертатися з адвокатськими запитами, у тому числі щодо отримання копій документів, також до фізичних осіб (за згодою таких фізичних осіб).
Адвокатський запит не може стосуватися надання консультацій і роз'яснень положень законодавства.

## Законодавча база
Право адвоката на отримання інформації за допомогою адвокатського запиту, регламентується Законами України «Про адвокатуру та адвокатську діяльність», «Про доступ до публічної інформації».

## Оформлення адвокатського запиту
До адвокатського запиту додаються посвідчені адвокатом копії свідоцтва про право на заняття адвокатською діяльністю, ордера або доручення органу (установи), уповноваженого законом на надання безоплатної правової допомоги. Вимагати від адвоката подання разом з адвокатським запитом інших документів забороняється.

## Надання відповіді на адвокатський запит
Орган державної влади, орган місцевого самоврядування, їх посадові та службові особи, керівники підприємств, установ, організацій, громадських об'єднань, яким направлено адвокатський запит, зобов'язані не пізніше п'яти робочих днів з дня отримання запиту надати адвокату відповідну інформацію, копії документів, крім інформації з обмеженим доступом і копій документів, в яких міститься інформація з обмеженим доступом.
У разі якщо адвокатський запит стосується надання значного обсягу інформації або потребує пошуку інформації серед значної кількості даних, строк розгляду адвокатського запиту може бути продовжено до двадцяти робочих днів з обґрунтуванням причин такого продовження, про що адвокату письмово повідомляється не пізніше п'яти робочих днів з дня отримання адвокатського запиту.
У разі якщо задоволення адвокатського запиту передбачає виготовлення копій документів обсягом більш як десять сторінок, адвокат зобов'язаний відшкодувати фактичні витрати на копіювання та друк. Розмір таких витрат не може перевищувати граничні норми витрат на копіювання та друк, встановлені Кабінетом Міністрів України відповідно до Закону України «Про доступ до публічної інформації».
Надання адвокату інформації та копій документів, отриманих під час здійснення кримінального провадження, здійснюється в порядку, встановленому кримінальним процесуальним законом.

## Відповідальність за ненадання інформації на адвокатський запит
Відповідно до статті 24 Закону України «Про адвокатуру та адвокатську діяльність», відмова в наданні інформації на адвокатський запит, несвоєчасне або неповне надання інформації, надання інформації, що не відповідає дійсності, тягнуть за собою відповідальність, встановлену законом, крім випадків відмови в наданні інформації з обмеженим доступом.
Вимога про надсилання договору про надання правової допомоги є незаконною, адже адвокатська угода з клієнтом може містити відомості, що становлять адвокатську таємницю. Також, відповідно до статті 23 Закону, забороняються будь-які втручання і перешкоди здійсненню адвокатської діяльності, забороняється вимагати від адвоката, його помічника, стажиста, інших осіб, надання відомостей, що є адвокатською таємницею.
В інших випадках порушення права на адвокатський запит адвокат може керуватися:
- статтею 397 Кримінального кодексу України, що встановлює відповідальність за вчинення перешкод до здійснення правомірної діяльності захисника чи представника особи по наданню правової допомоги або порушення встановлених законом гарантій їх діяльності та професійної таємниці;
- статтею 2123 Кодексу України про адміністративні правопорушення, що встановлює відповідальність у вигляді штрафу за порушення права на інформацію;
- статтею 16 Закону України «Про засади запобігання і протидії корупції», якою встановлюються вимоги щодо прозорості інформації[4].